# Peter Lawford
Peter Sydney Vaughn Aylen (Londen, 7 september 1923 – Los Angeles, 24 december 1984), beter bekend als Peter Lawford, was een Engels-Amerikaans acteur. Hij staat voornamelijk bekend als een lid van de Rat Pack (waar hij later wegens een ruzie met Frank Sinatra uit verbannen werd) en als echtgenoot van Patricia Kennedy.

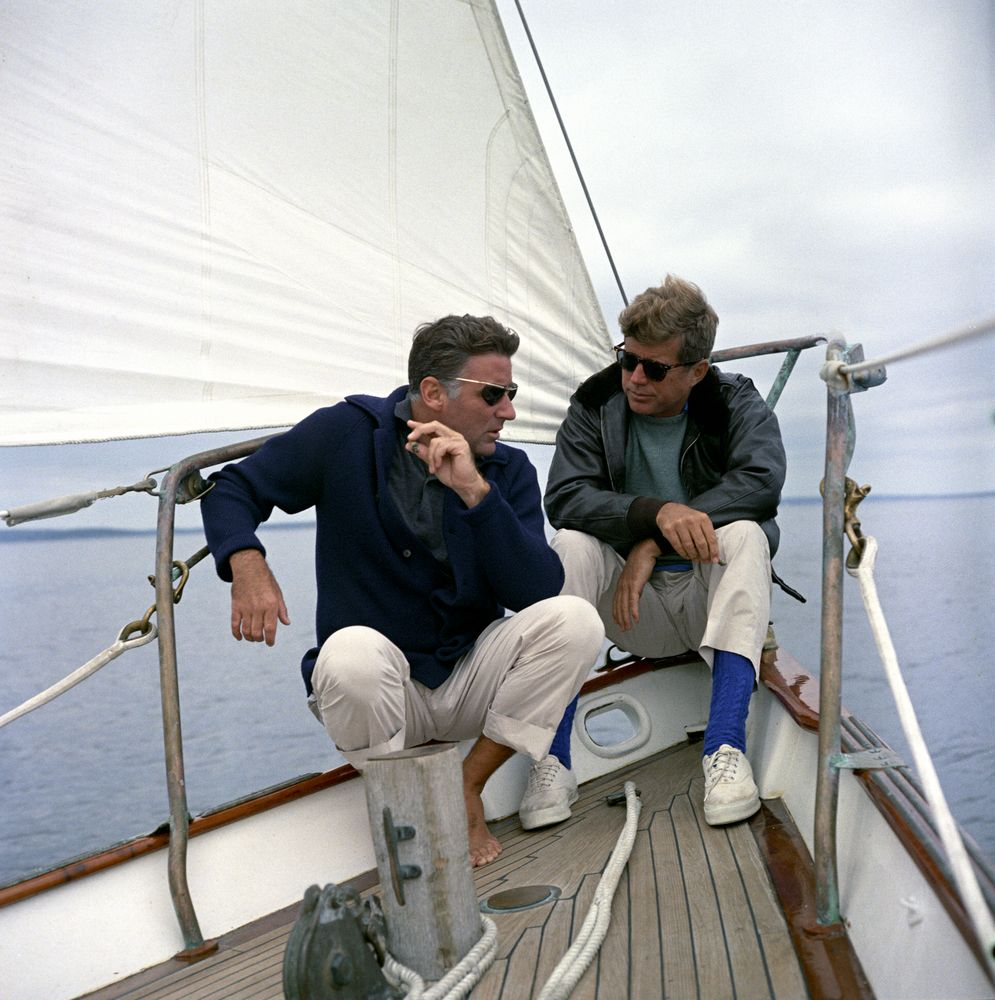
Lawford (links) met zijn schoonbroer, president John F. Kennedy (1962)

Hij nam de naam Peter Lawford aan refererend aan zijn echte vader, met wie zijn moeder ook na zijn geboorte huwde.
Alhoewel hij nooit beschouwd werd als een zeer belangrijke acteur, heeft hij in een groot aantal beroemde films gespeeld.
Ook verscheen hij vaak op televisie.
Hij was de eerste die Elizabeth Taylor gekust heeft en naar eigen zeggen de laatste die Marilyn Monroe gesproken heeft voor ze stierf. Daarnaast was Lawford degene die Monroe aankondigde in het gala voor John F. Kennedy in Madison Square Garden (waar Marilyn Monroe Happy Birthday, Mr. President zong).
Hij stierf op 61-jarige leeftijd aan een hartaanval. In 2018 stierf zijn 63-jarige zoon Christopher ook aan een hartaanval.

## Filmografie
| Film      | Film                                     | Film                                  | Film                                                 |
| Jaar      | Film                                     | Rol                                   | Notes                                                |
| --------- | ---------------------------------------- | ------------------------------------- | ---------------------------------------------------- |
| 1931      | A Gentleman of Paris                     | Child                                 | Uncredited                                           |
| 1938      | Lord Jeff                                | Benny Potter                          |                                                      |
| 1942      | Random Harvest                           | Soldier                               | Uncredited                                           |
| 1942      | A Yank at Eton                           | Ronnie Kenvil                         |                                                      |
| 1943      | Above Suspicion                          | Student                               | Uncredited                                           |
| 1944      | The Canterville Ghost                    | Anthony de Canterville                |                                                      |
| 1945      | The Picture of Dorian Gray               | David Stone                           |                                                      |
| 1947      | Good News                                | Tommy Marlowe                         |                                                      |
| 1948      | Easter Parade                            | Jonathan Harrow III                   |                                                      |
| 1948      | Julia Misbehaves                         | Ritchie Lorgan                        |                                                      |
| 1948      | On an Island with You                    | Lawrence Kingsley                     |                                                      |
| 1949      | The Red Danube                           | Major John "Twingo" McPhimister       |                                                      |
| 1949      | Little Women                             | Theodore "Laurie" Laurence            |                                                      |
| 1950      | Please Believe Me                        | Jeremy Taylor                         |                                                      |
| 1951      | Royal Wedding                            | Lord John Brindale                    | Alternative title: Wedding Bells                     |
| 1952      | The Hour of 13                           | Nicholas Revel                        |                                                      |
| 1953      | Rogue's March                            | Capt. Dion Lenbridge/Pvt. Harry Simms |                                                      |
| 1954      | It Should Happen to You                  | Evan Adams III                        |                                                      |
| 1959      | Never So Few                             | Capt. Grey Travis                     | Alternative title: Campaign Burma                    |
| 1960      | Exodus                                   | Major Caldwell                        |                                                      |
| 1960      | Ocean's Eleven                           | Jimmy Foster                          |                                                      |
| 1962      | Sergeants 3                              | Sgt. Larry Barrett                    |                                                      |
| 1962      | Advise and Consent                       | Senator Lafe Smith                    |                                                      |
| 1962      | The Longest Day                          | Lord Lovat                            |                                                      |
| 1964      | Dead Ringer                              | Tony Collins                          | Alternative title: Dead Image                        |
| 1965      | Harlow                                   | Paul Bern                             |                                                      |
| 1966      | The Oscar                                | Steve Marks                           |                                                      |
| 1968      | Salt and Pepper                          | Christopher Pepper                    |                                                      |
| 1968      | Skidoo                                   | The Senator                           |                                                      |
| 1969      | Hook, Line & Sinker                      | Dr. Scott Carter                      |                                                      |
| 1972      | They Only Kill Their Masters             | Campbell                              |                                                      |
| 1975      | Rosebud                                  | Lord Carter                           |                                                      |
| 1979      | Angels Revenge                           | Burke                                 | Alternative title: Angels' Brigade Seven from Heaven |
| 1979      | Mysterious Island of Beautiful Women     | Gordon Duvall                         |                                                      |
| 1981      | Body and Soul                            | Big Man                               |                                                      |
| 1983      | Where Is Parsifal?                       | Montague Chippendale                  |                                                      |
| Televisie |                                          |                                       |                                                      |
| Jaar      | Titel                                    | Rol                                   | Notes                                                |
| 1955      | Jane Wyman Presents The Fireside Theatre | Stephen                               | 1 episode                                            |
| 1956      | Playhouse 90                             | Willis Wayde                          | 1 episode                                            |
| 1957      | Producers' Showcase                      | Lord Brinstead                        | 1 episode                                            |
| 1959      | Goodyear Theatre                         | Major John Marshall                   | 1 episode                                            |
| 1966      | Run for Your Life                        | Larry Carter                          | 1 episode                                            |
| 1967      | I Spy                                    | Hackaby                               | 1 episode                                            |
| 1971-1973 | The Doris Day Show                       | Dr. Peter Lawrence                    | 8 episodes                                           |
| 1978      | Hawaii Five-O                            | Kenneth Kirk                          | 1 episode                                            |
| 1979      | Supertrain                               | Quentin Fuller                        | 1 episode                                            |
| 1981      | The Jeffersons                           | Museum Guide                          | 1 episode                                            |

- Bibsys: 2087094
- Biblioteca Nacional de España: XX1321031
- Bibliothèque nationale de France: cb13929781g (data)
- Gemeinsame Normdatei: 118894846
- International Standard Name Identifier: 0000 0001 2135 1369
- Library of Congress Control Number: n78080682
- MusicBrainz: c49b99c8-5bc6-4446-8c70-db8aefb06316
- National Archives and Records Administration: 10582257
- Bibliotheek van het Japanse parlement: 00620979
- Nationale Bibliotheek van Tsjechië: jn20000701015
- Nationale bibliotheek van Australië: 36023418
- Nationale Bibliotheek van Israël: 987007439915005171
- Nationale Bibliotheek van Polen: a0000003435105
- Nationale en Universitaire bibliotheek Zagreb: 000056476
- Nederlandse Thesaurus van Auteursnamen: 095231226
- SNAC: w6hb1rw2
- Système universitaire de documentation: 073981346
- Trove: 1190531
- Virtual International Authority File: 59272252
- WorldCat: E39PBJcgxW3kXxwg9CKtdyvPwC